# S-Bahn Reno-Ruhr
La S-Bahn Reno-Ruhr (in tedesco S-Bahn Rhein-Ruhr) è un sistema di trasporto ferroviario suburbano gestito dalla Deutsche Bahn.
Serve la regione della Ruhr e l'area di Colonia, nel Land della Renania Settentrionale-Vestfalia.
Le linee che servono l'area di Colonia, soggette ad un differente sistema tariffario, sono spesso indicate con il nome di S-Bahn Köln (S-Bahn di Colonia). La linea S1 è in servizio 24/7 tra Dortmund e Dusseldorf, mentre la S2 è 25/7 tra Dortmund ed Essen. La linea S19 è in servizio 24/7 tra Duren ed Hennef per 17 stazioni, 11 delle quali ricadenti nel comune di Colonia (comprese le 5 tra Köln Hbf e Köln/Bonn Flughafen).

## Storia

### La S-Bahn di Düsseldorf
Il 28 settembre 1967 venne aperta all'esercizio la S-Bahn di Düsseldorf (oggi parte della linea S6), sulla tratta da Düsseldorf-Garath a Ratingen Ost passante per la stazione centrale; la linea, lunga 24,6 km, aveva 15 fra stazioni e fermate, 8 delle quali di nuova costruzione.
La nuova S-Bahn consentì di collegare rapidamente al centro di Düsseldorf la nuova città satellite di Garath, allora in costruzione, nella quale era previsto l'insediamento di 30 000 abitanti.

## Rete
| S 1  | Dortmund Hbf. ↔ Solingen Hbf.                                    |
| S 2  | Dortmund Hbf. ↔ Recklinghausen Hbf. / Essen Hbf. / Duisburg Hbf. |
| S 3  | Oberhausen Hbf. ↔ Hattingen (Ruhr) Mitte                         |
| S 4  | Dortmund-Lütgendortmund ↔ Unna                                   |
| S 5  | Dortmund Hbf. ↔ Hagen Hbf.                                       |
| S 6  | Köln-Nippes ↔ Essen Hbf.                                         |
| S 7  | Düsseldorf Flughafen Terminal ↔ Solingen Hbf.                    |
| S 8  | Hagen Hbf. ↔ Mönchengladbach Hbf.                                |
| S 9  | Haltern am See ↔ Wuppertal Hbf.                                  |
| S 11 | Wuppertal-Vohwinkel ↔ Bergisch Gladbach                          |
| S 12 | (Düren –) Sindorf ↔ Hennef (Sieg) (– Au (Sieg))                  |
| S 13 | (Horrem –) Köln Hansaring ↔ Troisdorf                            |
| S 19 | (Horrem –) Troisdorf ↔ Hennef (Sieg) (– Au (Sieg))               |
| S 23 | Euskirchen ↔ Bonn                                                |
| S 28 | Kaarster See ↔ Mettmann Stadtwald                                |
| S 68 | Wuppertal-Vohwinkel - Düsseldorf – Langenfeld (Rheinl)           |